# 안정환 (유도 선수)
안정환 (安正煥, 1984년 1월 28일 ~ )은 대한민국의 유도 선수이며, 포항시청 소속이다. 야마나시 가쿠인 대학을 졸업하였다.
2007년 KRA컵 코리아오픈 국제유도대회에서 준우승을 하였으며, 2008년 제3회 동아시아유도선수권대회 남자 66kg급 및 제89회 전국체육대회 유도 남자일반부 66 kg 이하급에서 우승을 차지하였다. 가노컵 국제유도대회 남자 66kg급에서 은메달을 획득하였고, 2009년 세계 유도 선수권 대회 66kg급에서 동메달을 따냈다. 2010년 뒤셀도르프 그랑프리유도대회 남자 66kg급에서 은메달을 거머쥐었으며, 그래미컵 전국유도대회 남자 66kg급에서 정상에 올랐다.